# 大仙院

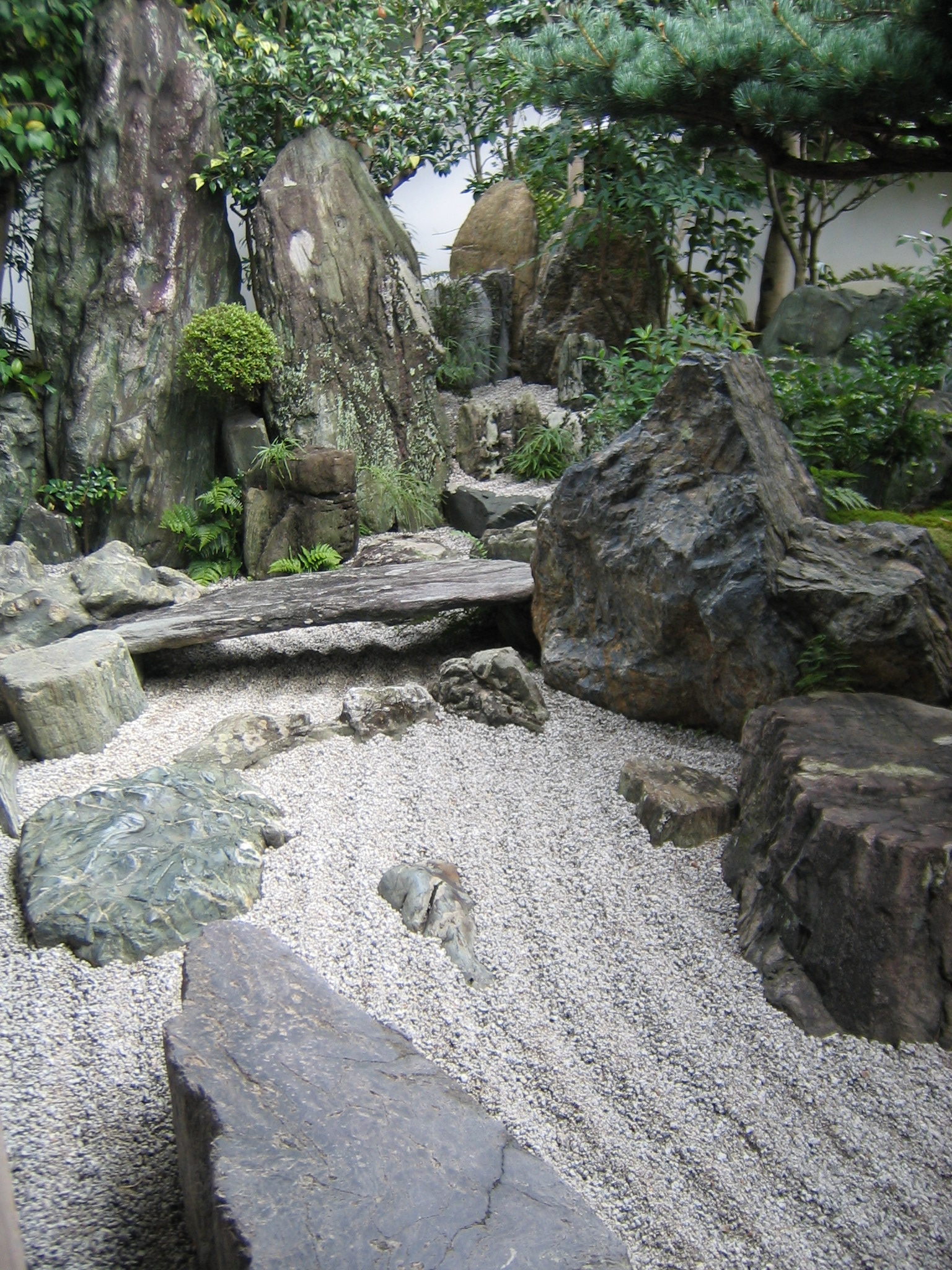
書院庭園の枯滝組

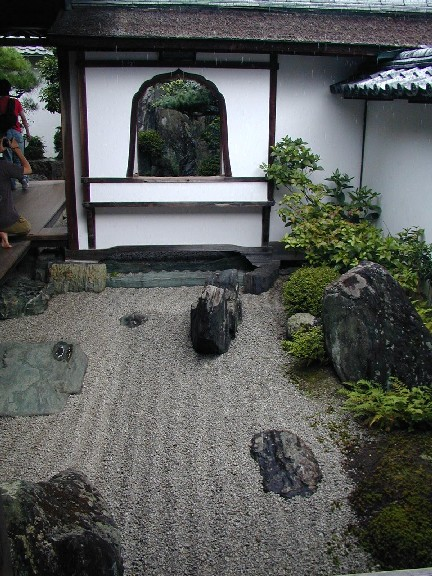
書院庭園

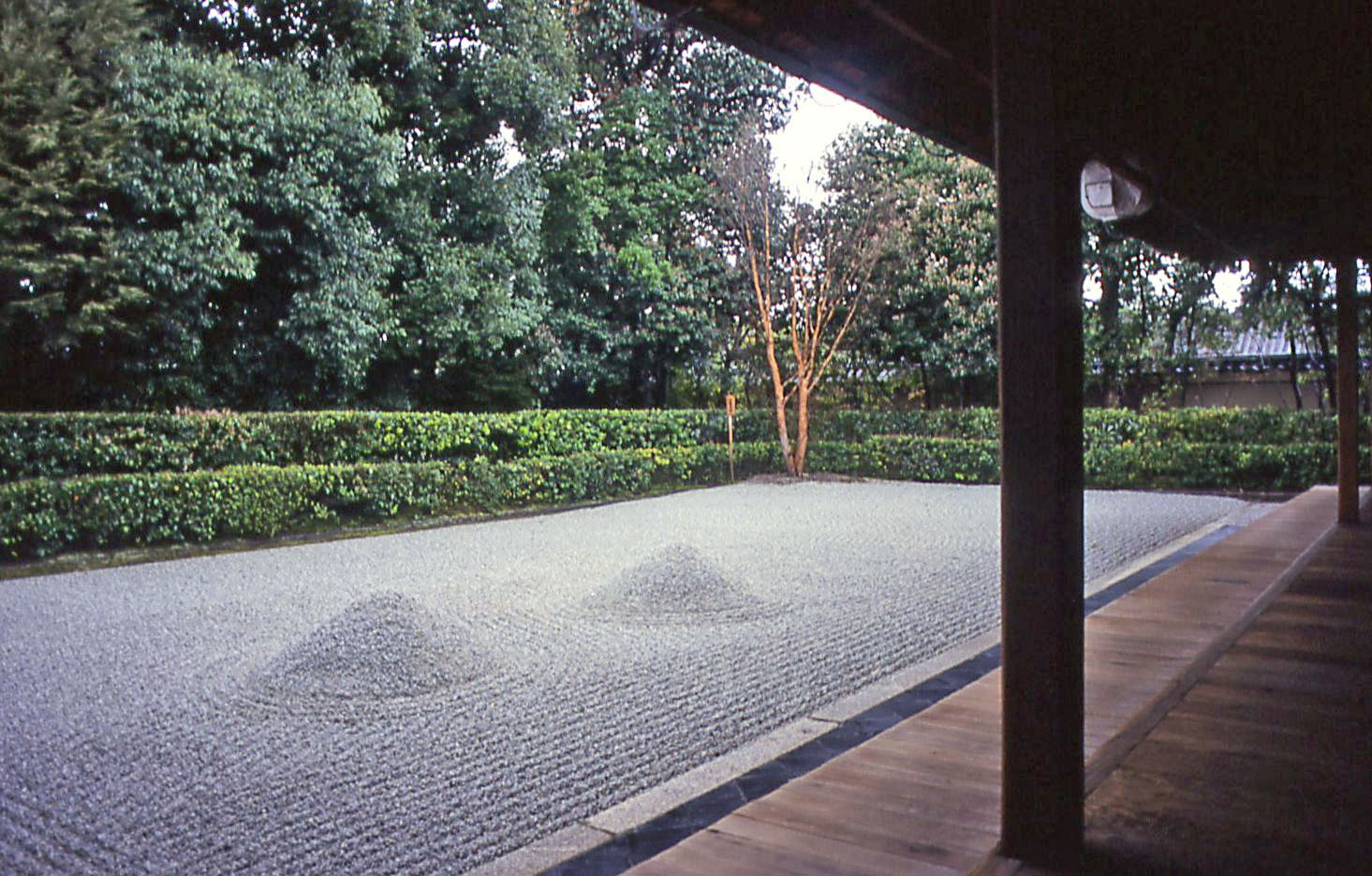
方丈南庭

大仙院（だいせんいん）は、京都府京都市北区にある臨済宗の大徳寺内にある塔頭寺院。

## 歴史
永正6年（1509年）に大徳寺76世住職古嶽宗亘（こがくそうこう、大聖国師）によって創建された。現在22に及ぶ大徳寺塔頭中、北派本庵として最も尊重重視される名刹である。
1965年（昭和40年）より住職を務める尾関宗園（おぜきそうえん）は著書も多数ある名物和尚で、その豪快な説法で知られる。

## 文化財

### 国宝
- 本堂（方丈）（附:玄関）－永正10年（1513年）に古嶽宗亘が自分の隠居所として建立したもので、日本の方丈建築としては東福寺・龍吟庵方丈に次いで古い遺構である。「床の間」が現れるのもこの時代で、大仙院の床の間は日本最古とされ、「玄関」も日本最古の玄関として国宝に指定されている。
- 大燈国師墨蹟

### 重要文化財
- 紙本淡彩四季耕作図 8幅（礼の間、伝狩野之信筆[1]）
- 紙本著色花鳥図 8幅（檀那の間、狩野元信筆）
- 紙本墨画瀟湘八景図 6幅（室中、相阿弥筆）
- 紙本墨画瀟湘八景図 16幅（室中、伝相阿弥筆）

以上4件は方丈障壁画で、現在は掛軸に改装されている。室町時代を代表する障壁画で、フランスのルーヴル美術館にも出展されたことがある。なお、大仙院旧方丈障壁画のうち、衣鉢の間と書院の間（すいしょう室）にあった墨画の禅宗祖師図など24幅は東京国立博物館の所蔵となっている。
- 牡丹孔雀文堆朱盆
- 書院「拾雲軒」 - 沢庵宗彭が宮本武蔵に剣道の極意を授けた処として喧伝されているが、室町時代の代表的書院建築である。

### 史跡・特別名勝・名勝
- 大仙院書院庭園（国の史跡・特別名勝） 
室町時代を代表する枯山水庭園である。本堂（方丈）北東の室である「書院の間」の北から東にかけて築庭されている。鶴島と亀島の間の蓬莱山から流れ落ちる滝が、大河となって大海に流れ込む様を表現し、滝、橋、舟などをすべて石で表す。狭い面積に広大な景観を表現したもので、開祖古嶽宗亘による作庭とみられる。庭は以前は杉苔で覆われていたが、1953年に白砂敷きに復元された。東京国立博物館に所蔵される江戸時代後期の大仙院石庭の起こし絵図（折り畳み式の立体絵図）と比較すると、現在の庭は旧状をよくとどめていることがわかる。庭を横切る渡廊は前述の起こし絵図に基づき、1961年に復元されたものである。[3]
- 大仙院庭園（国の名勝） - 方丈の南側および周囲の庭園。方丈南庭は白砂の中に2か所の砂盛を配したのみの簡潔な庭である。

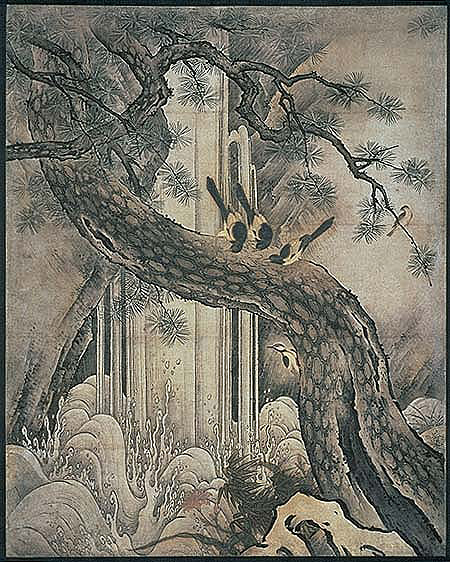
旧方丈障壁画花鳥図のうち（狩野元信筆）
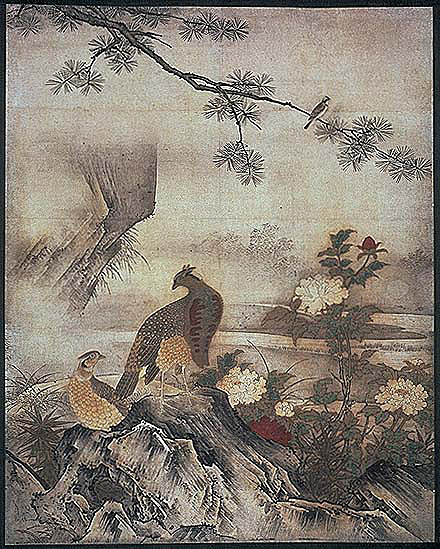
同左
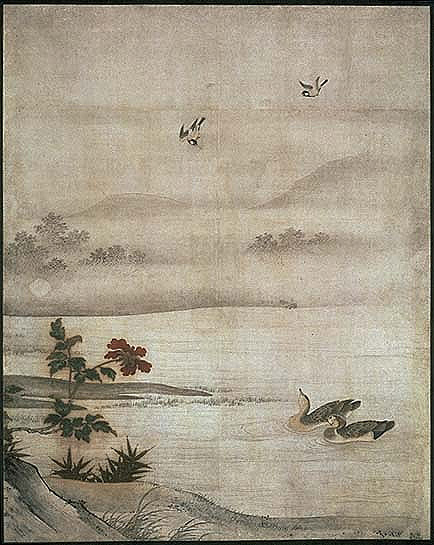
同左
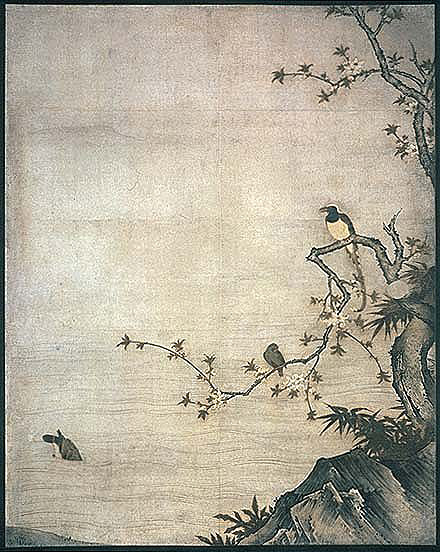
同左

## アクセス
- JR京都駅より京都市バス・大徳寺前（約30分）下車、徒歩